# Scott McCloud

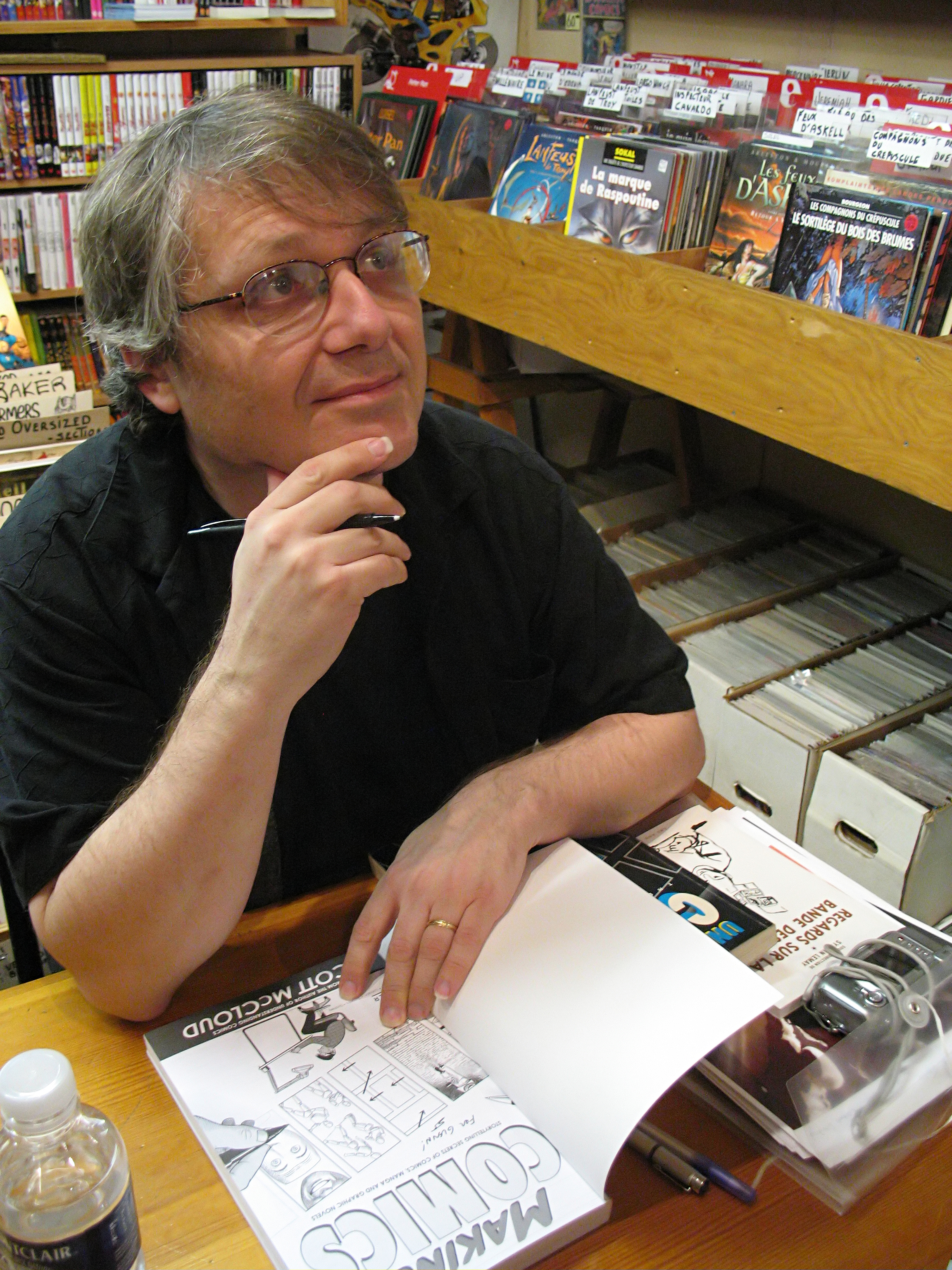
Scott McCloud a Montreal, Quebec, 2006.

Scott McCloud   (Boston, 10 de juny de 1960) Scott Willard McCloud, nascut amb el nom de Scott McLeod, el cognom escocès se'l va anglosaxonitzar posteriorment, és un dibuixant i assagista estatunidenc i defensor dels còmics com a mitjà artístic i literari.

## Biografia
McCloud va néixer a Boston, Massachusetts, el fill més jove de Willard Wise, un cec inventor de coets segons la seva biografia oficial, i Patricia Beatrice McLeod. Va passar la major part de la seva infància a Lexington, Massachusetts.
Als 16 anys juntament amb el seu amic Kurt Busiek va crear còmics gairebé de qualitat professional. Busiek va ser qui el va convèncer que no tots els còmics eren un absurd entreteniment infantil. El 1984 creà el superheroi de còmic Zot!, historietes publicades per l'editorial Eclipse Comics fins a 1990 com a alternativa a l'estil fosc i violent que marcà la indústria del còmic de l'època. Publicà un total de 36 historietes, els deu primers a color i la resta en blanc i negre. McCloud parla d'Astroboy i el seu creador, el "pare del manga" Osamu Tezuka, com una influència important en aquesta obra. Es podria dir que es tracta d'uns dels primers còmics nord-americans inspirats en el manga japonès.
Més tard, a un còmic publicat sota el nom de Destroy!!, criticà amb una paròdia deliberadament exagerada les baralles com a fórmula bàsica del gènere de superherois. Després creà una novel·la gràfica The New Adventures of Abraham Lincoln (feta amb una barreja d'imatges generades per ordinador i dibuixos fets a mà), per a DC Comics creà 12 números de les aventures de Superman i la sèrie de tres números: "Superman: Strength".
La seva popularitat, però, augmentà, arran de la publicació el 1993 del llibre Understanding comics: the invisible art, publicat a l'estat espanyol el 1995 per Ediciones B amb el títol Cómo se hace un comic: el arte invisible, ha estat reeditat el 2007 per Astiberri Ediciones amb el títol Entender el comic: el arte invisible. A l'Estat francès ha estat publicat el 1999 per Vertige Graphic, sota el nom L'Art invisible: comprendre la bande dessinée. Aquest llibre el consagra com a teòric del còmic i on fa una àmplia exploració de la seua definició, història, vocabulari, i els mètodes del mitjà en forma d'historietes. Obra dirigida amb habilitat i pertinència, tot i que no afegeix res de nou a les teories sobre semiòtica dels anys setanta i vuitanta, el llibre va aportar una alenada d'aire fresc a la teoria del còmic.

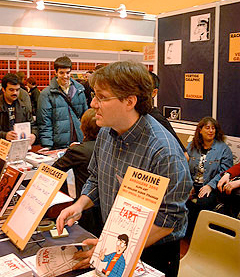
Scott McCloud guardonat amb el premi "Alph'Art" al millor àlbum estranger del Festival del Còmic d'Angulema 2000.

L'any 2000 va continuar teoritzant sobre el còmic amb Reinventing comics (també en forma de còmic), publicat a l'estat espanyol el 2001 per Norma Editorial i traduït amb el títol La revolución de los comics, a l'Estat francès publicat el 2002 per Vertige Graphic i traduït amb el títol Réinventer la bande dessinée, llibre amb el qual va esbossar dotze "revolucions" que va considerar claus per al creixement i l'èxit dels còmics com a mitjà creatiu i popular. Aquesta obra considerada per alguns crítics de ser menys afortunada per pecar d'estar massa plena d'ambicions i dogmatisme, afirmant d'arreglar els problemes de les vendes de còmics als Estats Units amb la seva anàlisi dels aspectes artístics i conceptuals, així com tècnics i comercials.
Finalment, el 2006, va llançar Making comics, a l'Estat espanyol l'obra va ser publicada el 2007 per Astiberri Ediciones, amb el títol Hacer comics , a l'estat francès el llibre va ser publicat el 2007 per Delcourt amb el títol Faire de la bande dessinée. Després de la publicació, se'n va anar de gira amb la seva família. Els viatges de promoció del llibre van incloure els 50 estats dels EUA i part d'Europa.
Va ser un dels primers promotors dels webcomics com una varietat de còmics, i un vocal defensor dels micropagaments. També va ser assessor de BitPass, empresa que es va associar amb les principals empreses de serveis financers com Microsoft, PayPal i el Royal Bank of Scotland. Bitpass va fer fallida oficialment el 26 de gener de 2007. L'empresa proporcionava un micro sistema en línia, que va ajudar al començament amb la publicació de The Right Number, una novel·la gràfica en línia a un preu de 0,25 dòlars EUA per cada capítol. McCloud manté una presència activa al seu web oficial, on publica molts dels seus experiments en curs amb els còmics produïts específicament per al web. Entre les tècniques que explora destaquem "El llenç infinit" que permet, mitjançant un navegador web, que els elements s'organitzen espacialment de forma no possible en un espai finit, de dues dimensions i paginat amb el format físic d'un llibre.
L'1 de setembre de 2008, Google va presentar un còmic promocional de Scott McCloud que explicava en 38 pàgines detalladament les funcions de Google Chrome formant el comunicat de premsa que presentava el navegador.
El 2015, Scott McCloud va publicar la novel·la gràfica The Sculptor a First Second Books.

## Creador de la Carta de Drets
McCloud és el principal impulsor de la Carta de Drets, un document de 1988 amb l'objectiu declarat de protegir els drets dels creadors de còmic i donar suport a les ajudes contra l'explotació dels artistes i escriptors de còmics pel treball realitzat en concepte de pràctiques d'empresa. El projecte de llei inclou dotze drets, com "El dret a la plena propietat del que s'està creant" i "El dret al pagament just i equitatiu dels beneficis derivats de la totalitat del treball creatiu."

## 24 hores de còmics
McCloud el 1990 va encunyar la idea d'un còmic de 24 hores, una historieta de 24 pàgines creada per un dibuixant en 24 hores consecutives. Es tracta d'un mutu desafiament amb el dibuixant Steve Bissette amb la intenció d'obligar a la producció creativa i amb un mínim de restricció a la lliure contemplació. El creador pot recollir material d'investigació i eines de dibuix per endavant, però no es pot planificar el còmic abans d'hora o posar alguna cosa en el paper (com ara dibuixos o esbossos) fins que està llest per a començar. Tots els descansos (per a l'alimentació, son, o qualsevol altre propòsit) es compten com a part de les 24 hores.
Nat Gertler va organitzar el primer esdeveniment el 24 d'abril de 2004. Es va convidar a creadors de còmics d'arreu del món a dedicar aquest dia a fer un còmic de 24 hores. A tots els participants se'ls va demanar que enviessin el seu còmic completat a McCloud, qui manté un arxiu dels còmics complets al seu web. Moltes botigues de còmics van donar suport a la iniciativa oferint espais per als artistes que participarien. L'esdeveniment va atreure a molts escriptors i dibuixants, tant de mitjans impresos com electrònics. En 2005, el segon Dia dels Còmics de 24 Hores va començar el dissabte 23 d'abril, i va acabar el dia 24, a les 24 hores amb més de 800 creadors participant dintre dels esdeveniments organitzats i molts més acceptant el repte des de les seves cases. El Dia dels Còmics de 24 Hores del 2006 es va portar a terme el 7 d'octubre d'aquest any. L'esdeveniment per al 2007 es va portar a terme el 20 d'octubre. L'esdeveniment per al 2008 es va portar a terme el 18 d'octubre. organitza les 24 Hores de còmic a Itàlia des de l'1 d'octubre de 2005, un esdeveniment similar per als creadors italians i amb l'autorització de McCloud i Gertler.
La School of Visual Arts alberga any rere any les 24 Hores de Còmic, però a causa de l'horari de les classes la data per al pròxim esdeveniment encara no està fixada.

## Obres

### Comic book
- Zot! n°1-10, Eclipse Comics, 1984-1985.
- Destroy!!, Eclipse, 1986.
- Zot! nº11-36, 1987-1991.
- «A Day's Work», a Taboo Especial n°1, Spiderbaby Grafix & Publications, 1991.
- Superman Adventures (guió) n°2-13, DC Comics, 1996-1997.
- «Hide and Seek», a Justice League Adventures n°16, DC, 2003.
- Superman: Strength n°1-3, DC, 2004.[10]

### Àlbums
- Zot!: Book One, Eclipse Books, 1991. ISBN 978-0-913035-04-7)
- Zot!: Book Two (n°11-15 i 17-18), Kitchen Sink Press, 1998. ISBN 978-0-87816-428-8)
- Zot!: The Complete Black and White Collection: 1987-1991, Harper Paperbacks, 2008. ISBN 0-06-153727-6) (nº11 a 36).
- The New Adventures of Abraham Lincoln (Image Comics, 1998) ISBN 978-1-887279-87-1)
- 24 Hour Comics (editor) (About Comics, 2004) ISBN 978-0-9716338-4-1)
- The Sculptor (First Second, 2015) ISBN 978-1-59643-573-5)

### Llibres
- Understanding Comics: The Invisible Art (1993, ISBN 0-613-02782-5)
- Reinventing Comics: How Imagination and Technology Are Revolutionizing an Art Form (2000, ISBN 0-06-095350-0)
- Making Comics: Storytelling Secrets of Comics, Manga and Graphic Novels (2006, ISBN 0-06-078094-0)

### Webcomics
- Porphyria's Lover, 1998.
- The Carl's Stories, 1998-2001.
- My Obsession With Chess, 1998-1999.
- Zot! Online: Hearts & Minds, 2000.
- I Can't Stop Thinking, 2000-2001.
- The Morning Improv, 2001-2004.
- The Right Number, 2003-2004.
- Google Chrome. Behind the Open Source Browser Project, Google, 2008.